# Taungbyu
Taungbyu est un village situé dans le canton de Mingin, dans le district de Kale, dans la région de Sagaing, dans l'ouest de la Birmanie. Il est situé sur la rivière Chindwin, à l'est de Kywegya.